# Postmodernitat
|  | Per a altres significats, vegeu «Postmodernitat (període)». |

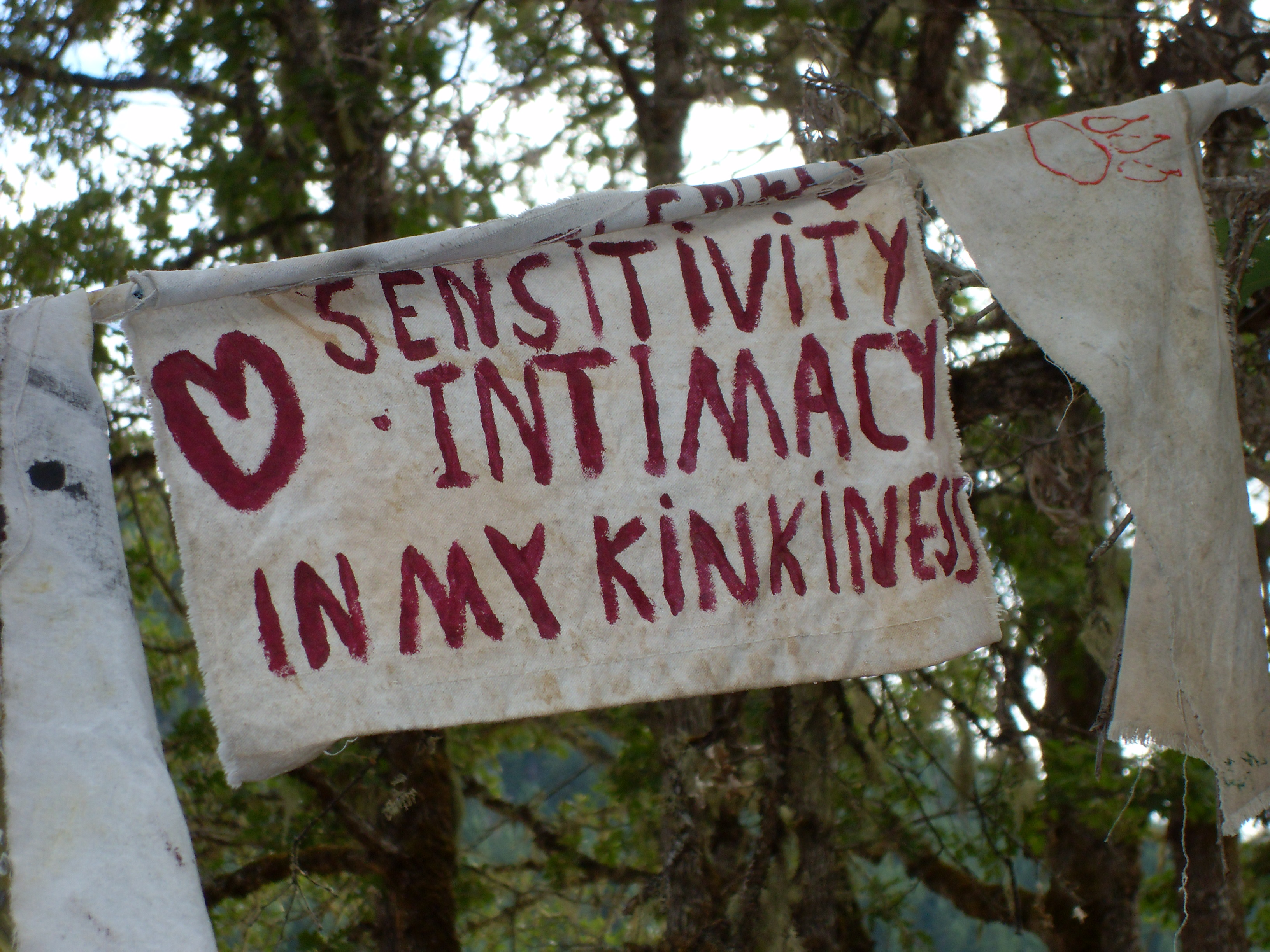
Pancarta reivindicativa d'influència postmoderna

La postmodernitat és un conjunt de moviments artístics, culturals i filosòfics apareguts a partir del segle xx com a resposta als paradigmes de la modernitat: la ideologia heretada des de l'edat moderna que inclou el racionalisme, l'existència d'una veritat única, absoluta i universal, el cientifisme, el patriarcalisme, l'androcentrisme i en general el punt de vista centrat en l'home blanc del món occidental, a més del capitalisme i la ideologia social conseqüent afegida a partir de la industrialització. En oposició, la filosofia postmoderna pretén no tenir cap metanarrativa central ni un cànon estètic únic. Inclou el moviment new age.
La postmodernitat va néixer com a resposta als cànons estètics de la modernitat i per a posar en dubte l'existència de cànons «únics» i «universals» als quals tothom havia de pertànyer. Una de les aportacions més conegudes a aquest debat va ser el text de La condició postmoderna (1974) de Jean-François Lyotard, que posava en dubte allò que al món contemporani occidental es considerava coneixement, els seus cànons i les metanarratives en general.
La ideologia postmoderna defensa la subjectivitat individual, la llibertat personal, l'analogisme enfront del dualisme, el relativisme, la rellevància de les emocions en el comportament humà, el cos físic no separat de la ment, les relacions personals i l'espiritualitat a més de la raó pura, la hibridació, la cultura popular, la creació, modificació i adaptació continuada de noves lleis i polítiques per part de l'acció ciutadana, i en general la descentralització de l'autoritat política, intel·lectual i científica. D'altra banda, desconfia de les metanarratives i del que defineix com a «grans relats», els grans sistemes de coneixement teòric estructurats i presentats com a inqüestionables i inamovibles.
Els diferents corrents del moviment postmodern van aparèixer al llarg del terç central del segle xx. Històricament, ideològicament i metodològicament diversos, comparteixen, però, una semblança de família centrada en la idea que la renovació radical de les formes tradicionals en l'art, la cultura, el pensament i la vida social impulsada pel projecte de la modernitat havien fracassat en l'intent d'assolir l'emancipació de la humanitat, i que és impossible o inassolible un projecte semblant en les condicions actuals.

## Postmodernitat i postmodernisme
A voltes la postmodernitat es designa també com a «postmodernisme», però aquest terme és mal format i confusionari.

## Definició

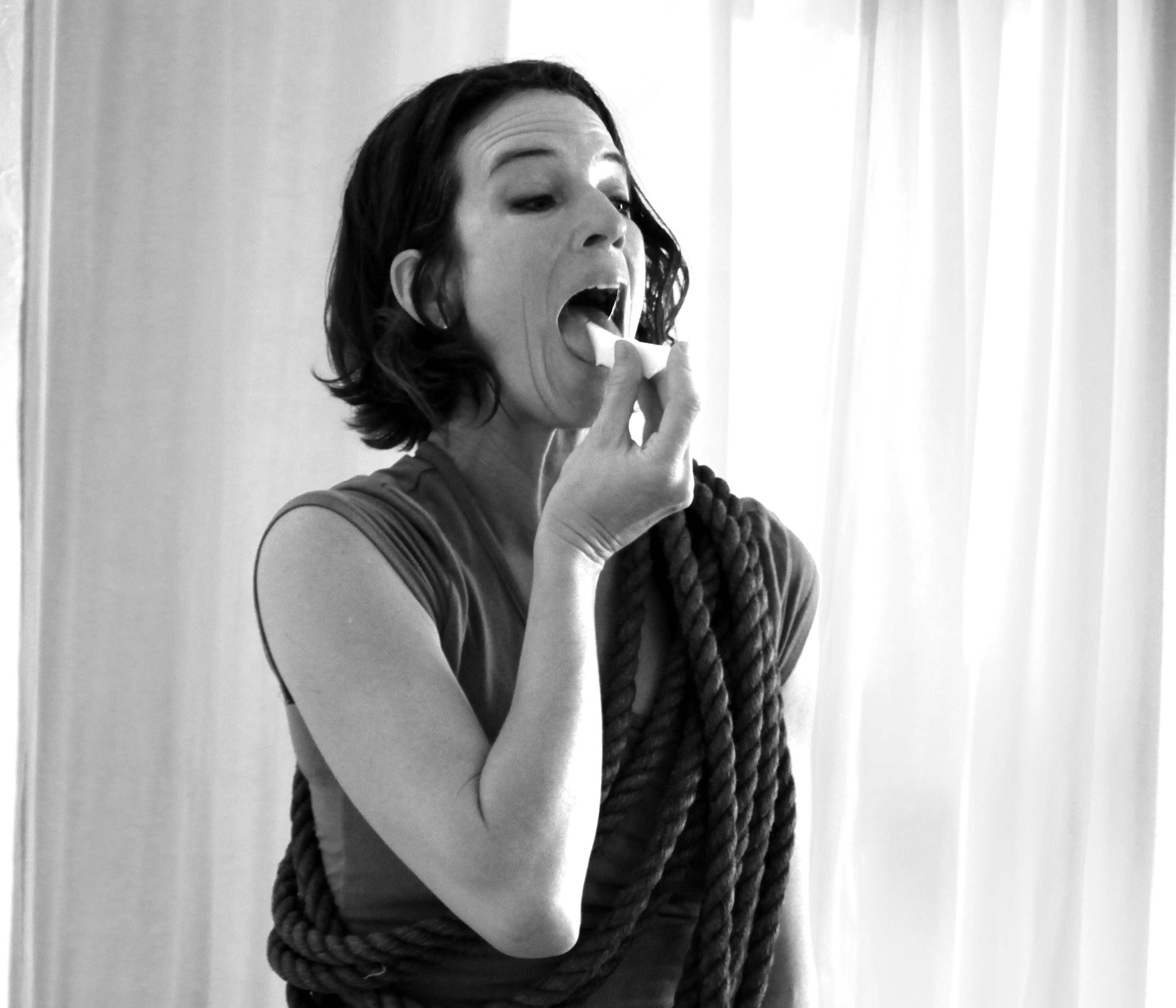
L'art d'acció és un gènere artístic postmodern que va revolucionar les arts escèniques, que van començar a decidir si volien o no aplicar normes i cànons abans mai no qüestionats, com les tres unitats aristotèliques

A Europa, al llarg de la història de l'art i de l'estètica, fins al segle xx, s'han anat desenvolupant corrents culturals que definien a grans trets i donaven coherència a les successives tendències i filosofies ètiques i estètiques. Es podia definir amb més o menys comoditat un corrent, tendència o moda, com per exemple Renaixement o neoclassicisme, i determinar-ne els seus valors. Per a cada context local i històric es podia associar uns cànons artístics (pictòrics, literaris, musicals, dramàtics) lligats a la metanarrativa pròpia del context, i es donava potestat als crítics d'art del moment perquè determinessin si una obra d'art corresponia a la metanarrativa corresponent. Si es corresponia, era considerada bona, bella i adient. Si no ho feia, aleshores o bé l'obra d'art podia ser considerada dolenta, lletja o impertinent, o bé es considerava l'inici de l'establiment d'una nova metanarrativa que determinaria un nou cànon estètic amb noves normes i límits.
A l'era moderna el cànon artístic es construïa sempre al voltant d'una centralitat única d'una metanarrativa particular. El postmodernisme és l'actitud i voluntat de trencar amb aquesta centralitat i deixar de donar valor a les metanarratives. En paraules de Jean-François Lyotard, «simplificant a l'extrem, defineixo el postmodernisme com a la incredulitat de les metanarratives». En el postmodernisme, l'artista passa de ser qui pot executar una peça segons uns cànons preestablerts a ser qui pot despertar una mirada nova, inusual, que estimula, que fa mirar allò que d'altra manera no es veuria.

## Manifestacions

### Arquitectura

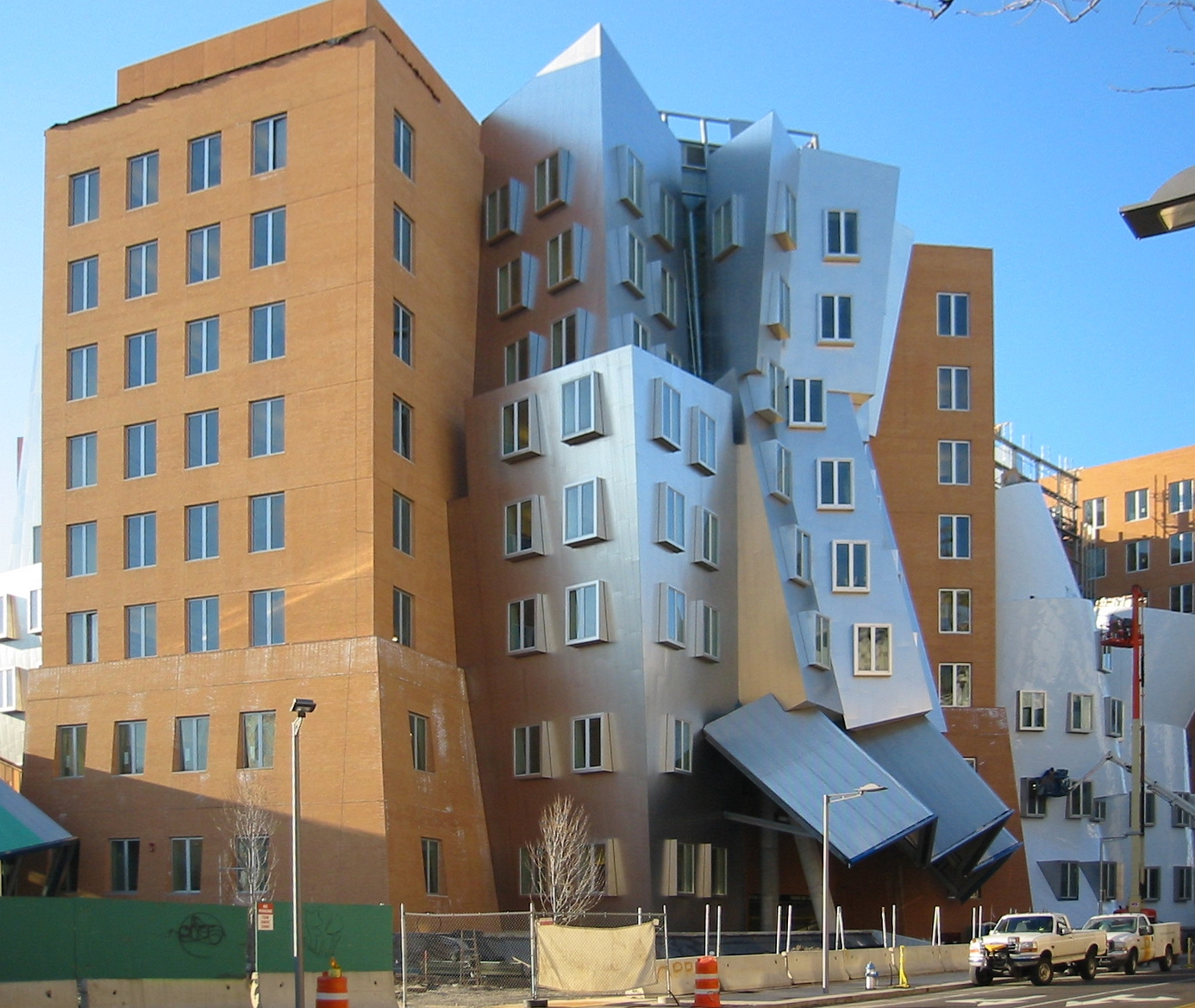
Ray and Maria Stata Center (2004), dissenyat per l'arquitecte canadenc-nord-americà Frank Gehry per al Massachusetts Institute of Technology (MIT), Cambridge, Massachusetts.

L'arquitectura moderna, tal com va establir i desenvolupar Walter Gropius i Le Corbusier, es va centrar en l'intent d'harmonia de forma i funció; la destitució de "l'ornament frívol" i la recerca d'una perfecció ideal percebuda. Van defensar una arquitectura que representés l'esperit de l'època tal com es representa en la tecnologia d'avantguarda, ja fossin avions, cotxes, transatlantics o fins i tot sitges de gra suposadament sense art. El modernista Ludwig Mies van der Rohe s'associa amb la frase "menys és més".
Els crítics del modernisme van considerar que els atributs de la perfecció i el minimalisme són en si mateixos subjectius; van assenyalar anacronismes en el pensament modern; i van qüestionar els beneficis de la seva filosofia.
Els intel·lectuals del postmodernisme arquitectònic estan estretament relacionats amb els escrits del crític convertit en arquitecte Charles Jencks, començant amb conferències a principis dels anys setanta i el seu assaig "The Rise of Post Modern Architecture" de 1975. La seva obra clau, però, és el llibre The Language of Post-Modern Architecture, publicat per primera vegada el 1977, i des que va tenir set edicions. Jencks apunta que el postmodernisme (com el modernisme) varia per a cada camp de l'art, i que per a l'arquitectura no és només una reacció al modernisme sinó el que ell anomena codificació doble: "Doble codificació: la combinació de tècniques modernes amb una altra cosa. (generalment edifici tradicional) per tal que l'arquitectura es comuniqui amb el públic i una minoria interessada, normalment altres arquitectes". En el seu llibre, "Revisiting Postmodernism", Terry Farrell i Adam Furman argumenten que el postmodernisme va aportar una experiència més alegre i sensual a la cultura, especialment en l'arquitectura.

### Literatura
La literatura postmodernista recull els fonaments teòrics del postmodernisme en textos que es basen en subjectivitat, la fragmentació del relat o la mirada de l'autor per copsar una realitat no monolítica. Tot i que aquesta actitud és present en diferents escriptors de la història, es considera que com a corrent la literatura postmodernista sorgeix a mitjan segle xx.

### Dansa

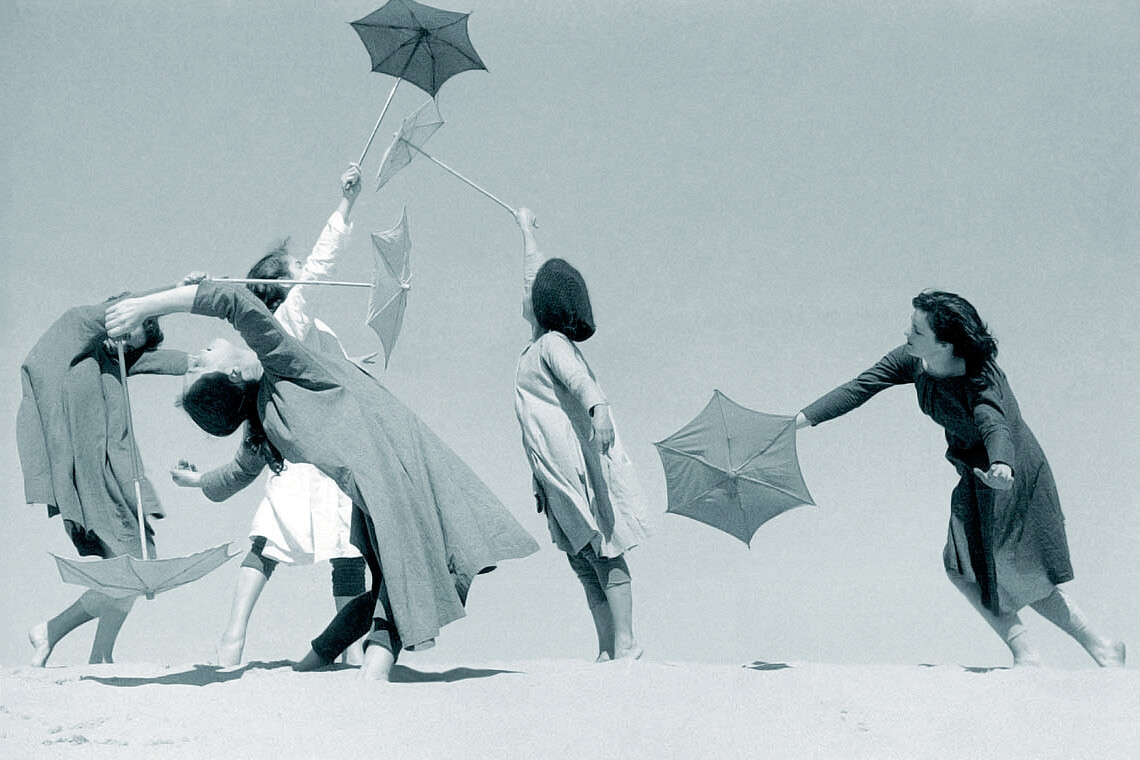
Exercici de dansa postmoderna

La dansa postmoderna va sorgir a partir dels anys 1960. qüestionant-se el significat de la dansa, innovant-la radicalment com a reacció front a la dansa moderna i associada a la teoria i cultura del postmodernisme. Trenca amb la narrativa i les frases lineals, així com amb la simetria i ordre clàssics espacials. Proposa qualsevol tipus d'espai per a presentar (i no re-presentar, o sigui, repetir), amb qualsevol tipus de terra, d'objectes (no un espai buit) i de calçat i roba. Fa el públic partícip de l'obra i trenca amb les jerarquies entre ballarins. Valora la improvisació, l'experimentació i incorpora elements com la hiperrealitat i la ironia.

### Filosofia
La filosofia postmoderna es presenta com un moviment tolerant, relativista, escèptic, no dogmàtic i no fanàtic. Un objectiu del postmodernisme és mostrar la diversitat històrica aportant una mirada a la cultura i a les realitats antropològiques dels pobles, no donar un paper providencial als plantejaments moderns, i mostrar-los com una tendència filosòfica més. Considerar el pensament com quelcom eclèctic, no unívoc, i rebutja la jerarquització del pensament atès que totes les cultures tenen un valor propi i, per tant, res no es pot generalitzar.

La teoria queer i la tercera onada de teoria feminista estan influenciades pel pensament postmodern

Abandona els «grans relats» (les teories generals) que, segons afirma, han intentat legitimar la civilització occidental, com el judeocristianisme, el hegelianisme, el racionalisme de la Il·lustració, el positivisme evolucionista, el socialisme marxista o el feixisme. Rebutja aquestes idees que han pretès trobar solucions totals als problemes socials, i està en conflicte amb l'Escola de Frankfurt i el marxisme dels anys 1960 i 1970.
El postmodernisme busca un pensament analògic i plural, sempre cercant exemples paral·lels, de caràcter fenomenològic. Defensa valors com la tolerància, el pluralisme, el pacifisme, l'absència de passió en les anàlisis, el cosmopolitisme, l'internacionalisme, la democràcia representativa i l'economia de l'abundància. Rebutja el lliure mercat i defensa la intervenció en l'economia, però possibilita l'enriquiment màxim encara que passi pel lliure mercat.
Planteja una regulació dels grans conflictes defugint les grans veritats i discutint les coses més concretes. L'important és elaborar consensos i solidaritats dins de la societat, no confrontació. A partir d'aquests consensos s'ha d'anar eliminant la violència. Aquests consensos s'han d'entendre com a provisionals i no definitius, i s'han d'anar actualitzant. Les dissensions no són negatives, l'objectiu ha de ser gestionar-les pacíficament. Atès que els fenòmens tenen caràcter aleatori i amb forts components locals, renuncia a les grans polítiques d'intervenció social.

## Crítiques

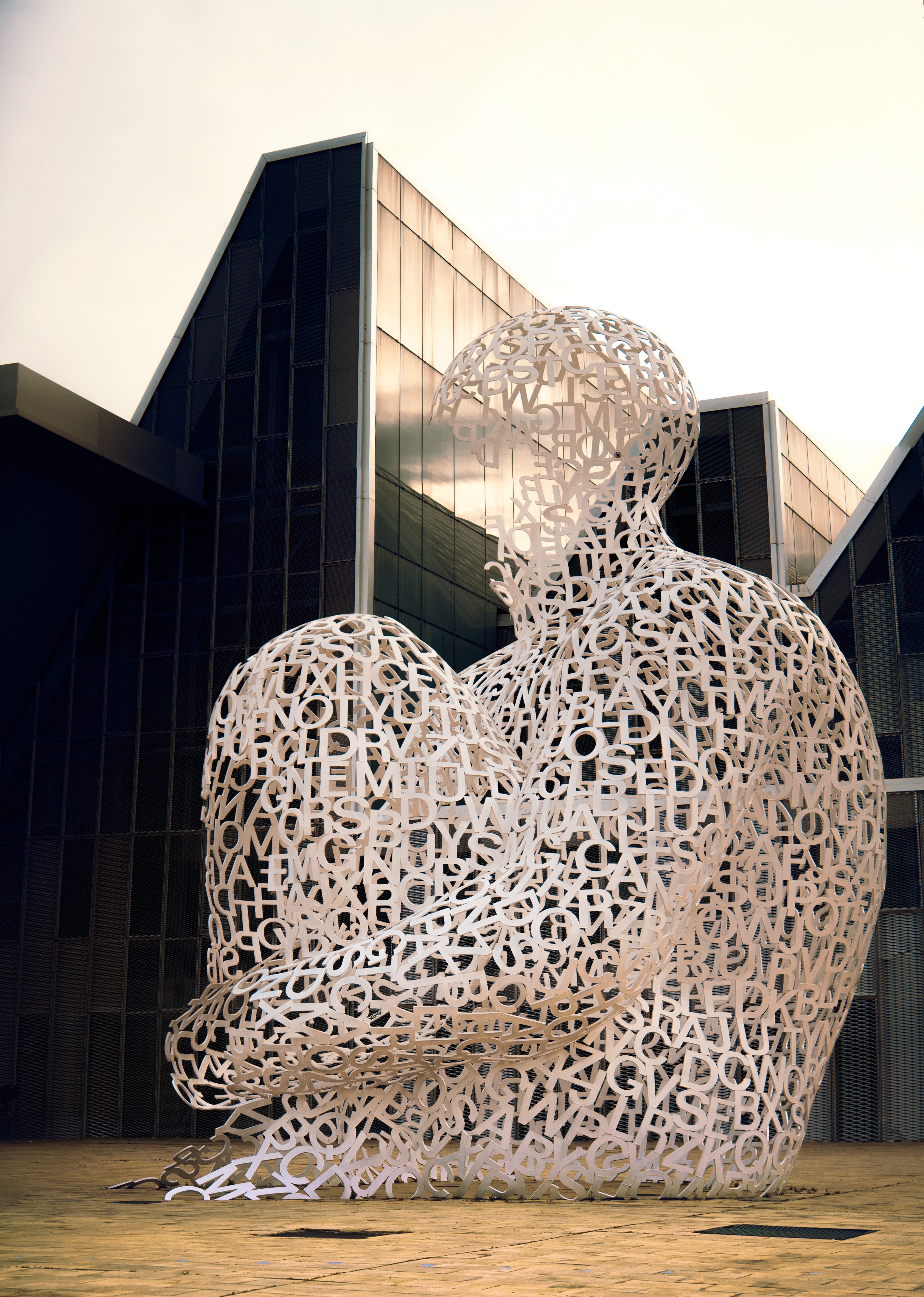
Ànima de l'Ebre, de Jaume Plensa, a l'exterior del Palau de Congressos de Saragossa

Les autories postmodernes han estat criticades pel marxisme, per certs corrents del liberalisme i per integrismes religiosos i ideològics. Se n'ha criticat:
- L'irracionalisme antiil·lustrat, que suposaria una regressió històrica i s'alimentaria de les mateixes fonts que la ultradreta
- La indefinició ideològica: feblesa intel·lectual i moral que duu a la incapacitat de jutjar res. Si considerem que no hi ha valors universals no se sap què està bé i què està malament.
- L'immobilisme que se'n desprèn, fins al punt de contribuir a la perduració de la injustícia. Si tot és relatiu, si fer-se una visió coherent del conjunt de la realitat és «totalitari», i si actuar per a canviar-la és, així mateix, «totalitari», no hi haurà resistència ni resposta positiva a l'opressió, l'explotació ni la injustícia, les quals continuen existint encara que la mirada postmoderna pugui impedir de percebre-les.
- La seva feblesa intel·lectual fa que depengui dels gustos i modes del moment
- El relativisme no és quelcom innovador: Michel de Montaigne ja aplicava el relativisme al segle xvi
- Mostren un cert hedonisme i esteticisme (plaer i estètica com a objectiu). La ideologia postmoderna només pot existir en societats desenvolupades; és una idea de societats riques.
- La crítica a l'universalisme pot ser catastròfica, ja que pot arribar a portar a la indiferència davant de les situacions terribles dels països pobres. Es minimitza i relativitza el paper d'aquestes situacions de pobresa.
- La postmodernitat només es mou en el terreny intel·lectual, amb anàlisis sobre bases artificials que no tenen sentit fora del món modern en què es viu.